# Бронвін Маєр
Бронвін Маєр (англ. Bronwyn Mayer, 3 липня 1974) — австралійська ватерполістка.
Олімпійська чемпіонка 2000 року, учасниця 2004 року.